# معر شورين
تقع قرية معر شورين في شمال سوريا بين حلب وحماة وعلى بعد ثلاث كيلومترات من مدينة معرة النعمان وتتبع إداريا لمحافظة إدلب وتعتبر حسب التقسيمات الإدارية قرية يبلغ عدد سكانها قرابة ثمانية آلاف نسمة كلهم عرب مسلمون سنة
تقع قرية معر شورين على سهول إدلب الخضراء إلى شرق شمال معرة النعمان وبين خطي طول 25-29 شرق غرينتش وبين خطي عرض 34-36 شمال خط الإستواء .
يجاورها من الجنوب قرية تلمنس وهي قرية تربطها مع معر شورين علاقات طيبة ومودة وتآلف اجتماعي عريق ومن أجمل ألوانه تبادل الفكاهات والطرائف عن بعضهم في جو جميل ومن الشرق قرية الغدفة الأثرية ومن الغرب مدينة معرة النعمان ومن الشمال معصران و بابيلا .
ما زال البعض يحتفظ بتراث القدامى بزراعة بعض الخضروات المنزلية التي تسمى أرضها في العامية (المقتاية) ويزرع فيها العجّور والبطيخ والبامية والقرع وكانت قديما منشرة بكثرة لكنها تضاءلت في الوقت الحالي وبدأ فيها منذ فترة تنتشر زراعة الخضروات المروية بالتنقيط لكنها لم تتحول إلى ظاهرة وبشكل عام الزراعة في قرية معر شورين لم تعد النشاط الاقتصادي الأول لأهلها بل تراجعت على حساب التقدم في النشاط التجاري.

## الزراعة
تعتمد قرية معر شورين على الزراعة البعلية وليس فيها آبار سقاية للزراعة إلا اثنين أو ثلاثة ومحاصيلها الرئيسة هي (القمح والشعير والعدس والكمون) كما تنتشر فيها الأراضي الشجرية وأهم أشجارها الزيتون والتين وقليل من الرمان وفيها أيضا كروم العنب بمختلف أنواعه ويعتبر زيتونها من أجود أنواع الزيتون.

## الصناعة
وبدأت الصناعة فيها عن طريق الأخوة أزن حيث بدأ السيد أحمد الأزن بصناعة مقصات الإسفنج منذ مطلع الثمانينيات وتخصص أخوه عبد الحميد بصناعة الجبالات ومحمد بصناعة التريلات والسوتيرات ثم انتشرت فيها صناعة السيف المعدني وصناعة الخيط المعدني له (شريط السحب) وانتشرت هذه الصناعة بشكل كبير في القرية
بالإضافة إلى الصناعات المشهورة كالحدادة والنجارة ويمكن أن ندرج مقصات الإسفنج تحت الظاهرة الصناعية على اعتبارها تحول الكتلة الكبيرة إلى كتل صغيرة ومفروشات وهذه المحلات كثيرة جدا في القرية بل انتقلوا بها إلى خارج القرية، كان أبناؤها يعملون بالإسفنج في لبنان ودمشق ثم دخل إلى القرية وتوسع في الآونة الأخيرة حتى كثرت المحلات بشكل كبير جدا وأضيف إلى الإسفنج تجارة الحصر والسجاد حتى صارت اليوم تشمل المفروشات كاملة كما دخلتها أنواع تجارية جديدة كتجارة الألبسة والبهارات والأدوات المنزلية والإكسسوارات وتفرق أبناء القرية في كل أنحاء سوريا .

## التجارة
تعتبر التجارة اللون الاقتصادي الأكبر في قرية معر شورين مع تجارة الإسفنج إذا استثنينا تجارة الحبوب والمواشي التي كانت قبل ولكنها على نطاق ضيق .

###### =
أما في زمن الثورة فتعد معر شورين من القرى التي ثارت مبكرا على النظام الأسدي الفاجر وأصبحت تخرج هي وجيرانها من القرى المجاورة إلى معرة النعمان البلد الأكبر لإيصال أصوات الناس إلى الخارج 
وقدمت عددا كبيرا من الشهداء بحسب عدد سكانها .

##### =
الثورة المسلحة انطلقت أيضا قرية معر شورين بالثورة المسلحة وشاركت كتائبها في تحرير عدد من الحواجز على الطريق العام (الأوتستراد)
ومن أشهر كتائبها 
كتيبة درع الجزيرة 
كتيبة شهداء معر شورين 
كتيبة صوت الحق 
ولكن في التطورات الأخيرة أجري انتخابات للمجلس المحلي في القرية وتم انتخاب عدد من الشباب والرجال لكافة الفئات 
ومن القسم الإعلامي نذكر 
الناشط الميداني والإعلامي أبو أحمد وقد نشط مستقلا منذ اندلاع الثورة، وأخيرا انضم إلى إحدى كتائب الحر في القرية 
والناشط أبو خالد الذي يعمل لصالح كتيبة درع الجزيرة 
الناشط خالد أبو العز الذي يعمل لصالح كتيبة شداء معر شورين 
ومن المعروف .
وبمساعدت المدنيين قد أوصلو الحقيقة المرة إلى الخارج 
نشكر الكوادر العاملة في الثورة السورية المجيدة .